# Doom 64
Doom 64 — компьютерная игра в жанре шутера от первого лица, часть серии игр Doom. Игра была выпущена в 1997 году для игровой приставки Nintendo 64, а в 2020 году Doom 64 была переиздана для платформ Windows, PlayStation 4, Xbox One и Nintendo Switch. Как и в прошлых играх серии, в качестве главного героя выступает безымянный космический десантник, который был отправлен на очередную миссию на спутники Марса. На каждом из уровней главный герой должен уничтожать орды разнообразных демонов, используя различные виды оружия.
В отличие от прошлых игр серии, которые были разработаны компанией id Software, разработка новой игры была доверена компании Midway Games. Команда разработчиков создала полностью новые текстуры окружения и спрайты врагов, несмотря на технические ограничения физического носителя Nintendo 64 смогла реализовать все виды оружия и большинство видов противников, которые присутствовали в оригинальных частях Doom, а также наняла в качестве композитора Обри Ходжеса, который ранее работал над написанием музыкального сопровождения к одному из портов оригинальной игры 1993 года.
На момент выхода критики в целом положительно приняли новую часть, выделив в качестве достоинств графическую составляющую, игровой процесс и музыкальное сопровождение, но при этом отметили малое количество изменений относительно прошлых частей, а в более поздних мнениях о проекте авторы различных игровых изданий в большей степени отмечают положительные стороны игры.

## Игровой процесс

Игровой процесс

Doom 64 является игрой в жанре шутера от первого лица. Игрок берёт на себя роль космического пехотинца Объединённой Аэрокосмической Корпорации. Игра использует псевдотрёхмерную графику со спрайтами врагов и предметов и трёхмерными уровнями. Задачей игрока является добраться до конца уровня. Перед началом игры пользователю предлагается выбрать уровень сложности. Стилистика уровней сочетает в себе как футуристичные элементы (которые преобладают на уровнях, чьё действие происходит в стенах станций ОАК), так и фэнтезийные (в данной стилистике показывается измерение Ада). Уровни состоят из комнат и открытых пространств, которые разделены перегородками, стенами и дверями. Также на уровнях присутствуют телепорты, которые перемещают героя в заданное место, платформы, которые позволяют подниматься и опускаться, скрытые области, которые спрятаны за секретными движущимися стенами, кнопки, а также закрытые двери, которые требуют соответствующей ключ-карты.
По ходу игры пользователю встречаются различные виды противников — монстры и демоны, которые имеют разные запасы здоровья и виды атак. Почти у каждого вида противников есть несколько типов атак, применение которых зависит от различных факторов во время боя — враги могут атаковать в ближнем бою, использовать огнестрельное оружие, стрелять крупнокалиберными снарядами или фаерболами и так далее. Кроме обычных врагов в игре присутствуют боссы — противники с большим запасом здоровья и гораздо более сильными видами атак.
Для уничтожения противников игроку доступен арсенал оружия, который представлен вымышленными огнестрельными и энергетическими видами оружия и бензопилой. Игрок может носить все виды оружия одновременно и применять их в любой момент времени. Патроны для оружия могут быть получены из устранённых противников или подобраны с соответствующих мест на уровнях. Также игрок может подбирать бонусы здоровья и брони. На уровнях иногда можно встретить и другие бонусы: например, временную неуязвимость или невидимость. Данные бонусы обычно находятся в секретных частях уровней или хорошо защищены со стороны противника.

## Сюжет
Doom 64 является сиквелом Doom II: Hell on Earth. Продолжая идею оригинальных игр серии, Думгай, единственный выживший среди ужасов Ада, вернулся на Землю, очищая её от вторжения монстров, которые почти уничтожили человечество. Демоны продолжают населять заброшенные коридоры и комплексы Фобоса и Деймоса. В качестве последней меры военные решили взорвать спутники с помощью огромной дозы радиации в надежде убить всех оставшихся демонов. Сначала процесс шёл успешно, однако кому-то удалось выжить. Демоны вернулись — их трупы воскрешены и стали сильнее. Ударные силы военных были отправлены для захвата продвигающихся армий ада, но были уничтожены. Главный герой должен в одиночку уничтожить силы пришельцев. Уничтожив множество демонов, Думгай добирается до финального босса — Mother Demon, которую он уничтожает в бою, после чего главный герой решает остаться в Аду, чтобы сдерживать демонов. В переиздании для новых платформ сюжет игры был незначительно дополнен: в бою Думгай сталкивается с демоном Resurrector и побеждает её, но та изгоняет героя из Ада в другое измерение.

## Разработка и выпуск

Изображение бета-версии Doom 64, на котором видна архитектура, вдохновленная архитектурой древних цивилизаций, от концепции которой разработчики отказались из-за разногласий с id Software.

В январе 1995 года было сообщено, что Williams Entetaiment разрабатывает новую игру в серии Doom для ещё невышедшей игровой приставки Nintendo Ultra 64. Непосредственно разработкой Doom 64 занималась дочерняя компания Williams Entetaiment — Midway Games, которая располагалась в Сан-Диего, а компания id Software, владелица прав на франшизу Doom, взяла руководство проектом. Ведущим программистом стал Аарон Силер, который ранее работал над версией Doom для оригинальной PlayStation.
Изначально игра носила название The Absolution, которое потом было изменено на Doom 64. Midway хотела добавить каждого демона из оригинальных игр, как и несколько дополнительных уровней, в финальную версию игры, но дедлайны и ограничения картриджей Nintendo 64 вынудили их удалить несколько уровней и оставить несколько демонов вне игры. Изначально разработчики экспериментировали с архитектурными стилями для игры, близкими к архитектуре цивилизации инков, но представители id Software настаивали на том, чтобы графическое оформление игры было ближе к оригинальным частям франшизы. Отсутствие многопользовательского режима в Midway связывали с тем, что Nintendo не предоставила необходимых ресурсов для программирования многопользовательского режима. Разработчик обосновывал решение предполагаемым замедлением во время многопользовательского режима с разделением экрана в других играх на консолях и соревновательным характером режима. «Все знают, что лучшая часть игры в мультиплеере — это явно не информация о том, где находится ваш противник, — заявил представитель Midway».
В качестве игрового движка использовался id Tech 1, который был существенно модифицирован: движок стал полностью трёхмерным, а часть внутриигровой логики была переписана. Сама игра запускалась в разрешении 320 × 240 пикселей и имела фреймрейт в 30 кадров в секунду. Уровни были выполнены в трехмерной перспективе, в то время, как враги были созданы с помощью пре-рендеренных спрайтов, созданных на рабочих станциях SGI. Один из новых противников, Кошмарный Имп (англ. Nightmare Imp), был изначально разработан для PlayStation-версии Doom и был показан в одной из последних бета-версий игры, но был удален незадолго до выхода по неизвестным причинам и дебютировал в Doom 64.
Изначально планировалось, что Doom 64 будет игрой стартовой линейки Nintendo 64 в Северной Америке, но ближе к дедлайну id Software выразила недовольство многими аспектами дизайна уровней, поэтому Midway пришлось отложить выход игры до апреля 1997 года пока они работали над редизайном уровней. В то же время Nintendo приняла решение удалить возможность сбивать животных в Nintendo 64-версии другой игры Midway, Cruis'n USA, что усилило опасения о возможной цензуре Doom 64, но вице-президент программного подразделения Midway Майк Эббот сказал, что Nintendo не высказывала каких-либо опасений насчет насилия в игре. Он объяснил это тем, что Cruis’n USA воспринимается аудиторией, как семейная игра, в то время как игры серии Doom рассчитаны на более взрослую аудиторию, что делает наличие насилия менее спорным аспектом.
Музыкальное и звуковое сопровождение написал Обри Ходжес, который также создал звуковые эффекты и музыку для PlayStation-версии Doom двумя годами ранее. Оригинальная команда Doom 64 работала над возможным продолжением Doom Absolution, рассчитанным только на режим deathmatch на 2 игроков, но решила отказаться от данной идеи. В id Software были так впечатлены работой над Doom 64, что им была доверена работа над Nintendo 64-версией Quake. Midway Home Entertainment отправила копии Doom 64 29 марта 1997 года, а официальный выход состоялся 4 апреля.
Спустя 22 года, 4 сентября 2019 года, на мероприятии Nintendo Direct, было объявлено, что Doom 64, впервые c момента выхода на Nintendo 64 будет выпущена на новой платформе, которой стала Nintendo Switch. 8 октября выход версии для Switch был отложен вместе с выпуском Doom Eternal, но при этом были анонсированы версии для Windows, PlayStation 4 и Xbox One. Выход версий для всех 4 новых платформ состоялся 20 марта 2020 года, в один день с выходом Doom Eternal. Для разработки портов для новых платформ была привлечена Nightdive Studios. В качестве движка переиздания используется Kex Engine. По словам Сэмюэля Виллареала, ведущего разработчика движка и автора ранее выпущенного неофициального порта Doom 64 EX, кадровая частота в новом порте не ограничена и может достигать значений свыше 1000 кадров в секунду на мощных компьютерах. На Windows и Xbox One, в дополнение к управлению с геймпада, доступны клавиатура и мышь, а на PlayStation 4 и Switch — управление при помощи гироскопа. Сюжетная кампания игры нового порта была продолжена новым эпизодом, состоящим из 7 уровней, который связал события Doom, Doom 2 и Doom 64 с событиями, описанными в Doom 2016 года и Doom Eternal.

## Отзывы, критика и наследие
| Сводный рейтинг       | Сводный рейтинг                        |
| Агрегатор             | Оценка                                 |
| --------------------- | -------------------------------------- |
| GameRankings          | (N64) 73,47 %                          |
| Metacritic            | (PS4) 75/100 (XONE) 77/100 (NS) 77/100 |
| Иноязычные издания    |                                        |
| Издание               | Оценка                                 |
| EGM                   | (N64) 7,5/10                           |
| GameSpot              | (N64) 4,8/10                           |
| IGN                   | (N64) 7,4/10                           |
| Nintendo Life         | (NS) 8/10                              |
| Next Generation       | (N64)                                  |
| Русскоязычные издания |                                        |
| Издание               | Оценка                                 |
| StopGame.ru           | (PC) Похвально                         |

К моменту выхода Doom 64, оригинальная Doom получила порты практически на все платформы, способные запустить её. Критики сошлись во мнении, что Doom 64 выглядела лучше, чем все остальные части Doom на тот момент, превосходя даже ПК-версии прошлых частей, и были в восторге от дизайна уровней, который был назван более креативным и сложным, чем в оригинальном Doom. Рецензент Next Generation заметил, что «даже наиболее умелые фанаты Doom будут полностью увлечены. А нажатие дверных выключателей часто заставляет целые комнаты перестраиваться и складываться в новые формы».
Тем не менее, большинство рецензентов чувствовали, что новой графики и уровней недостаточно, чтобы игра не чувствовалась, как очередной порт оригинальной Doom. Пир Шнайдер из IGN заключил, что «без сомнений, это лучшая обновленная версия Doom на данный момент — но если вы до этого были хорошо знакомы с игрой в версиях для ПК, PlayStation, SNES, Mac OS, Saturn и так далее, то вы можете обойтись без этой». Major Mike из GamePro не согласился с точкой зрения большинства по данному вопросу, утверждая, что «Doom 64 дает испытанной формуле коридорного шутера новую жизнь, с другим испытывающим и напряженным игровым процессом, который показывает возможности системы». Он дал игре максимальную оценку в 5 баллов из 5 во всех 4 категориях (графика, музыка, управление и способность развлечь). Шон Смит из Electronic Gaming Monthly наоборот расценил отсутствие улучшений по сравнению с игровым процессом оригинальной Doom, как положительный момент: «Некоторые из вас хотят увидеть, как космический пехотинец прыгает и плавает под водой. Пуристы же не хотят, чтобы данные функции были добавлены, потому что Doom не имеет общего с данными вещами. Я должен согласиться с пуристами».
Большинство критиков похвалили музыкальное сопровождение игры за его влияние на общую атмосферу игры. Шнайдер и Major Mike были довольны тем, как работает аналоговое управление, но Джефф Герстманн из GameSpot считал по другому и писал об игре в целом, «На бумаге Doom 64 выглядит лучше, чем оригинальная игра могла надеяться, но конечный результат чувствуется скорее как опошление оригинала». Сравнивая игру с другим шутером для Nintendo 64, вышедшим в то же время, Turok: Dinosaur Hunter, Шнайдер и Major Mike отметили, что Doom 64 имеет меньше свободы исследования и глубины контроля, но при этом является более напряженным и «полным беспокойства».
В последующие годы Doom 64, до выхода версий для новых платформ, получила положительные отклики как от профильных игровых изданий, так и от игроков. Патрик Клепек из Kotaku назвал данную часть самой недооцененной игрой в серии Doom. Мэтью Олсон из US Gamer в 2019 году выделил особую атмосферу игры и назвал новый порт игры важным, так как «факт, что мы говорим о реальном порте Doom 64 в 2019 году, является наградой для всех, кто отстаивал и поддерживал игру в течение последних 22 лет». Уисли Ин-Пул, автор Eurogamer, сказал, что «Doom 64 был настолько хорош, насколько мог быть Doom, который был выпущен на консоли Nintendo, и для того, кто раньше не играл в Doom, игра также чувствовалась свежей». Джон Линнеман, автор Digital Foundry, назвал Doom 64 одним из технологических достижений консоли Nintendo 64. До анонса официальных версий для новых платформ игра была неоднократно портирована фанатским сообществом на персональные компьютеры в качестве модификаций для прошлых игр серии.
Версии для новых платформ, как и оригинальная версия для Nintendo 64, были в целом положительно встречены со стороны игровых изданий и рецензентов. Игорь Ерышев, автор Stopgame.ru, назвал Doom 64 «забытым триквелом», похвалил дизайн как уровней оригинальной игры, так и уровней нового эпизода, но при этом отметил малую продолжительность последнего и отсутствие мультиплеера. Дом Реси-Линкольн, автор Nintendo Life, выделил в качестве достоинства то, что Doom 64 придерживалась формулы оригинальных игр, но также, как и рецензент Stopgame, заметил, что обновленное издание, как и оригинал, не имеет локального мультиплеера.